# Jamnica Pisarovinska
Jamnica Pisarovinska je naselje u Republici Hrvatskoj u Zagrebačkoj županiji. 

## Zemljopis
Administrativno je u sastavu općine Pisarovina. Naselje se proteže na površini od 1,40 km².

## Stanovništvo
Prema popisu stanovništva iz 2011. godine u Jamnici Pisarovinskoj žive 54 stanovnika.

Prema popisu stanovništva iz 2001. godine u Jamnici Pisarovinskoj živi 55 stanovnika i to u 20 kućanstava. Gustoća naseljenosti iznosi 39,29 st./km².
| broj stanovnika | 78    | 100   | 98    | 101   | 102   | 79    | 101   | 116   | 61    | 67    | 54    | 51    | 48    | 47    | 55    | 54    | 64    |
|                 | 1857. | 1869. | 1880. | 1890. | 1900. | 1910. | 1921. | 1931. | 1948. | 1953. | 1961. | 1971. | 1981. | 1991. | 2001. | 2011. | 2021. |

## Znamenitosti
- Crkva sv. Martina, zaštićeno kulturno dobro